# 大谷忠雄
大谷 忠雄（おおたに ただお、1935年9月19日 - 2009年9月27日）は、日本の政治家。衆議院議員（1期）、愛知県議会議員（4期）を務めた。

## 経歴
愛知県名古屋市出身。中央大学経済学部卒業。1963年の総選挙に愛知1区から無所属で立候補するも落選。
1976年12月、水平豊彦県議（名古屋市昭和区選出）が第34回衆議院議員総選挙に旧愛知6区から出馬し初当選。その後継として1979年4月、愛知県議会議員選挙に自民党公認で出馬し初当選を果たした。また、水平の秘書を務めた。
1993年6月18日、衆議院が解散。同年6月30日、新生党の小沢一郎代表幹事から要請を受け、同党から出馬することを決意。7月1日に自民党へ離党届を提出した。7月18日に行われた第40回衆議院議員総選挙に旧愛知6区から新生党公認で立候補して初当選した。
同年11月15日、自身の政治団体が所得税の不正還付を受けていたことが発覚。脱税額は7年間で総額約2億7千万円（重加算税約7千万円を含む）に上った。1994年2月に新生党を離党。在宅のまま起訴され、1995年12月5日に議員辞職した。
1996年3月、懲役2年6月・執行猶予5年・罰金1000万円の判決が確定。
第19回参議院議員通常選挙比例区に自由党公認での出馬が決まったが、後に自由党より撤回された。
2009年9月27日、胃がんのため死去。74歳没。